# Gens Fòslia
La gens Fòslia (en llatí Foslia gens) va ser una família romana d'origen patrici. L'únic cognomen que se sap que van utilitzar és Flaccinator. La família es va extingir durant la república romana.